# Aleksander Pokriškin
Aleksander Ivanovič Pokriškin (rusko Алекса́ндр Ива́нович Покры́шкин), sovjetski častnik, vojaški pilot, letalski as in prvi trikratni heroj Sovjetske zveze, * 6. marec (21. februar, ruski koledar) 1913, Novonikolajevsk, Ruski imperij (danes Novosibirsk), Rusija, † 13. november 1985, Moskva, Sovjetska zveza (danes Rusija).

## Življenje
Med drugo svetovno vojno je Pokriškin sestrelil 59 sovražnih letal, zakar so ga trikrat odlikovali z nazivom heroja Sovjetske zveze.
Pokopan je na moskovskem pokopališču Novodeviči.